# 内條雲嵐
内條 雲嵐（ないじょう うらん、4月1日- 年齢非公表）は、日本のシャンソン歌手、元アイドル。

## 来歴・人物
「雲嵐くん」の愛称で親しまれ、トレードマークに舟形帽子をかぶっている。
一時期シャンソン歌手としては、異例のアイドル的人気を誇った時期があり、テレビでの冠の帯番組やサントリーをはじめとする数々の大手CMや広告に起用された。またシャンソンを中心とした人形劇ミュージカル「シャンソン人形劇　雲嵐くんと怪獣プチベぇ 空飛ぶ歌の大冒険」はシリーズ化されプーク人形劇場を皮切りにロングラン公演となり、ファミリー層を中心とした本人の代表作品ともなった。
しかし、2016年4月26日に師匠で育ての親のシャンソン歌手で作家の戸川昌子が胃がんの為、逝去。5月5日の告別式で、恩師の棺にしがみついて号泣している姿を目撃されたのを最後に公の場には姿を見せていない。休業や引退宣言をしたわけでもない中、渡仏説や重病説、心無い噂では身体障害者になった説や死亡説まで流れたが、近況は不明のままである。

### アイドル期変遷
それまでタキシード姿で真面目で堅いイメージのある内條雲嵐が、宇宙服などの衣装を着させられ、突然バラエティ番組などに出演しだした事で、大幅なイメージチェンジが一時期的にはかられた事があった。この路線変更にはいささか無理があるかと思われたが、東京タワーで行われたミニコンサート付きの握手会では、ノッポンらも応援に駆けつけ長蛇のファミリー層が並んでおり、それを目撃したプロデューサーは、意外なファン層の反響に驚いた。以前に永六輔氏が「彼には他のシャンソン歌手にはないキャラクター的要素があるから、それでやらせなさいな。」と言っていた事を思い出し、この度の変更したイメージを少し継承しながらも、軌道をシャンソンに戻し、サロペットやノーフォークスーツを着せて「シャンソンの歌のおにいさん」にした事で、シャンソン歌手としては珍しいアイドル的な人気を博した。
「スカウト時にまだ15歳であった彼の歌の才能を見出して、長年私邸に住み込みさせ行儀見習いさせていた戸川昌子氏や、彼のキャラクター的素質をいち早く見抜いた永六輔氏などの先人の大物達の言葉には「早くに従うべきだった。」と戦後から敏腕マネージャーの侍と言われていた安達加代子氏は、のちに回想している。
ガチャガチャに始まり、スノードームや人形などキャラクターグッズの商品展開がなされるに至り、老舗のマルベル堂からも依頼が来たとの逸話がある。
内條の忌憚なく直向きで利他主義な性格に、師匠はじめ多くのスタッフ陣営多々、「どうにか、あの子だけは幸せにしてあげたい」という思いで突き動かされた仕儀の予想外の結実であった。

## 出演番組
- ウラン君のおしゃれキャッツ（JCNジャパンケーブルネット・JCOM）主題歌「南十字星」内條雲嵐

## CM
- サントリー 株式会社 夏のフレシネ たのしいことはつくればいいよ（2010年）
- YAHOO!!JAPAN 株式会社 YAHOO!!ショッピングもっともっと祭り（2010年）
- 株式会社abc  楽しさは数で決まる。重量挙げ篇 （2010年）
- zozotown　バー篇 （2012年）
- Honda フィット　後押し篇（2013年）